# Orthovolt-bestraling
Orthovolt-bestraling is radiotherapie van tumoren aan de oppervlakte van het lichaam door röntgenstraling met een lage energie. Er wordt gebruik gemaakt van een orthovolttoestel. De straling dringt effectief enkele millimeters tot centimeters in het weefsel door.
De fotonenstraling van een orthovolttoestel heeft een energie tussen de 100 keV en 250 keV. Vanwege het weinig doordringend vermogen is het toestel in gebruik voor de behandeling van huidkanker zoals basaalcelcarcinoom en plaveiselcelcarcinoom. Ook goedaardige aandoeningen als keloïd, de ziekte van Peyronie, en wratten kunnen ermee worden behandeld.